# Richard Lambourne
Richard Edward "Rich" Lambourne, född 6 maj 1975 i Louisville i Kentucky, är en amerikansk volleybollspelare. Lambourne blev olympisk guldmedaljör i volleyboll vid sommarspelen 2008 i Peking.